# Quincey Daniels
Quincey Daniels (ur. 4 sierpnia 1941 w Biloxi) – amerykański bokser, medalista olimpijski.
W 1959 zdobył mistrzostwo Stanów Zjednoczonych (AAU) w kategorii lekkiej (do 60 kg). Walcząc w wadze lekkopółśredniej (do 63,5 kg), zdobył brązowy medal letnich igrzysk olimpijskich w Rzymie, przegrywając w półfinale z późniejszym mistrzem Bohumilem Němečkiem z Czechosłowacji. Wywalczył brązowy medal w tej samej kategorii na igrzyskach panamerykańskich w 1963 w São Paulo.
W 1965 stoczył swą jedyną walkę zawodową (zwycięską).